# Oskar Fischer
Oskar Fischer (12. dubna 1876 Slaný – 28. února 1942 KT Terezín) byl český vědec, psychiatr a neuropatolog židovského původu, který popsal Alzheimerovu demenci ve stejném roce jako Alois Alzheimer.

## Mládí
Narodil se v židovské německojazyčné rodině Ferdinanda Fischera (1849–1923) a jeho manželky Anny (1856–1914), rozené Witzové. Základní a střední školu absolvoval ve Slaném, poté navštěvoval lékařskou fakultu na Německé univerzitě v Praze a univerzitě ve Štrasburku. Pražskou fakultu absolvoval v roce 1900.

## Odborné působení
Svoji odbornou praxi Fischer zahájil na katedře patologie Německé univerzity v Praze. V roce 1902 nastoupil na oddělení psychiatrie na téže univerzitě a působil zde až do roku 1919. V letech 1. světové války působil jako přednosta oddělení neurologie a psychiatrie vojenské nemocnice v Praze a ošetřoval mnoho vojáků, kteří trpěli duševními potížemi v důsledku bojů na východní frontě. Po Halbhuberově aféře byl Fischer převelen do nemocnice v Pardubicích, kde pracoval až do konce války. V Pardubicích se seznámil se svojí budoucí ženou, která byla dobrovolnou zdravotní sestrou u Červeného kříže. Později se jim narodily dvě děti, dvojčata Lotte a Heinz. Ve 30. letech vedl Fischer se svým společníkem MUDr. Leo Kosákem úspěšné psychiatrické sanatorium ve Veleslavíně. Mezi jeho pacienty patřila např. i Charlotte Masaryková.

## Studie o Alzheimerově chorobě
Fischer byl od svých studií na německé univerzitě členem Pražské neuropatologické školy v čele a Arnoldem Pickem. Tato škola byla jednou ze dvou neuropatologických škol (druhou vedl v Mnichově Emil Kraepelin a zde pracoval i Alois Alzheimer), které studovaly Alzheimerovu demenci prostřednictvím empirických zkoumání. Ve skutečnosti spolu tyto školy soupeřily, což vedlo nakonec i k tomu, že psychiatr Emil Kraepelin ve své publikaci z roku 1910 onemocnění označil jako "Alzheimerovu chorobu". Fischer ovšem ve stejném roce jako Alois Alzheimer (1907) popsal tzv. senilní plaky, které jsou vedle neurofibrilárních smotků dodnes přijímány jako hlavní příznaky onemocnění. Zatímco Alzheimer vycházel ze vzorku jediné pacientky Augusty Deterové, Fischer publikoval 12 pozitivních nálezů z 16 případů senilní demence a porovnal je s 10 zdravými kontrolami, 10 nálezy u psychotických pacientů a 45 nálezy u pacientů s diagnózou neurosyfilis (u těchto kontrolních vzorků nebyly plaky přítomny). 
Fischerův objev upadl v zapomenutí. Až v souvislosti se stým výročím popsání Alzheimerovy nemoci objevil Michel Goedert z Laboratoře molekulární biologie na univerzitě v Cambridge v archivu Univerzity Karlovy v Praze zapomenuté Fischerovy studie a informoval o nich v odborném zahraničním tisku. Důvodem, proč se na Fischera zapomnělo, bylo nacionalistické napětí před 2. světovou válkou a antisemitismus, jakož i konkurence mezi neuropatology v Praze a Mnichově.
V roce 2019 byla podle Oskara Fischera pojmenována vědecká cena za nejlepší syntetizující studii o Alzheimerově chorobě, která je spojena s dotací ve výši čtyři miliony dolarů.

## Politické aspekty Fischerova působení
V tzv. Halbhuberově aféře se střetl s rakouským psychiatrem Halbhuberem, který používal sadistické prostředky elektroterapie na vojáky trpící válečnou psychózou. Halbhuber byl napojen na pražské německé nacionalistické kruhy.  Ve 20. letech se Oskar Fischer angažoval v politice a kandidoval za Německou liberální stranu do pražského zastupitelstva.
V roce 1941 byl Oskar Fischer zatčen gestapem a uvězněn v Ghettu Terezín. Zemřel zde údajně na infarkt ve věku 65 let dne 28. února 1942.
V pátek dne 4. září 2020 udělil v Pelléově vile starosta Prahy 6 Ondřej Kolář Oskaru Fischerovi (in memoriam) čestné občanství Prahy 6.